# Neu Zauche
Neu Zauche là một đô thị thuộc huyện Dahme-Spreewald, bang Brandenburg, Đức. Đô thị Neu Zauche có diện tích 38,69 km², dân số thời điểm 31 tháng 12 năm 2006 là 1244 người.